# Catamenia analis
Catamenia analis là một loài chim trong họ Thraupidae.